# دختر شماره یک
«دختر شماره یک» (کره‌ای: Number One Girl) ترانه‌ای از خواننده نیوزیلندی و کره‌ای رزی است. این ترانه در ۲۲ نوامبر ۲۰۲۴ توسط بلک لیبل و آتلانتیک رکوردز به عنوان دومین تک‌آهنگ نخستین آلبوم استودیویی او به نام رزی منتشر شد. ترانه‌سرایی آن بر عهدهٔ رزی و ایمی آلن بوده است و تهیه‌کنندگی آن را برونو مارس، دی مایل، کارتر لانک، دیلا ویگینز و عمر فدی انجام دادند.

## پیش‌زمینه
در ۱۸ اکتبر ۲۰۲۴، رزی ترانهٔ «ای‌پی‌تی.»، که همکاری با خواننده آمریکایی برونو مارس بود، به عنوان تک‌آهنگ آغازین نخستین آلبوم استودیویی خود منتشر کرد. این ترانه یک موفقیت تجاری بود. به جایگاه شماره یک در ۱۹ کشور از جمله استرالیا و نیوزیلند و همچنین به تاپ ۱۰ در بریتانیا و بیلبورد هات ۱۰۰ ایالات متحده رسید. در ۱۹ نوامبر، رزی از طریق اینستاگرام خود اعلام کرد که «دختر شماره یک» دومین تک‌آهنگ از آلبوم رزی خواهد بود. او در کپشن، توضیح داد که نام ترانه برای طرفدارانش است که از آنها به عنوان «نامبر وانز» خود یاد می‌کند.

## تاریخچه انتشار
| منطقه | تاریخ          | فرمت                  | ناشر              | منابع |
| ----- | -------------- | --------------------- | ----------------- | ----- |
| مختلف | ۲۲ نوامبر ۲۰۲۴ | دانلود دیجیتال استریم | بلک لیبل آتلانتیک | [ ۵ ] |